# Jacquiniella cernua
Jacquiniella cernua är en orkidéart som först beskrevs av John Lindley, och fick sitt nu gällande namn av Robert Louis Dressler. Jacquiniella cernua ingår i släktet Jacquiniella och familjen orkidéer. Inga underarter finns listade i Catalogue of Life.